# Peggy Cherng
Peggy Tsiang Cherng, född antingen 1947 eller 1948, är en burmesiskfödd amerikansk företagsledare som är medgrundare och  delad styrelseordförande/VD för holdingbolaget Panda Restaurant Group som bland annat äger den asiatiskinspirerade snabbmatskedjan Panda Express.
2018 köpte Cherng tillsammans med sin man Andrew Cherng och fastighetsutvecklaren Tiffany Lam hotellet Mandarin Oriental, Las Vegas i Paradise i Nevada för $214 miljoner. Hotellet inledde omedelbart samarbete med den globala hotelloperatören Hilton Worldwide och fick namnet Waldorf Astoria Las Vegas.
Den amerikanska ekonomitidskriften Forbes rankade Cherng och hennes man till att vara världens 817:e rikaste med en förmögenhet på $2,9 miljarder för den 21 september 2018.
Cherng avlade en kandidatexamen i matematik vid Oregon State University och en master i datavetenskap och en teknologie doktor i elektroteknik vid University of Missouri.